# Blăjani, Buzău
Blăjani este satul de reședință al comunei cu același nume din județul Buzău, Muntenia, România. Localitatea este cunoscută în zonă pentru cultivarea viței de vie și producția vinului.